# Cộng đồng người Bỉ nói tiếng Pháp
Tại Bỉ, Cộng đồng nói tiếng Pháp (tiếng Pháp: Communauté française); (phát âm tiếng Pháp: [kɔmynote fʁɑ̃sɛz]) đề cập đến một trong ba cộng đồng ngôn ngữ hiến định. Từ năm 2011, cộng đồng nói tiếng Pháp sử dụng tên gọi Liên đoàn Wallonie-Bruxelles (tiếng Pháp: Fédération Wallonie-Bruxelles), tên gọi này gây tranh luận do tên gọi của cộng đồng trong hiến pháp vẫn không thay đổi và do nó được cho là một tuyên bố chính trị. Tên gọi "Cộng đồng nói tiếng Pháp" dùng để chỉ người Bỉ Pháp ngữ, và không áp dụng cho người Pháp sống tại Bỉ.
Cộng đồng có nghị viện, chính phủ, và chính quyền riêng. Hiệu kỳ chính thức được đồng nhất với Hiệu kỳ Wallonie, đó cũng là hiệu kỳ chính thức của người Walloni. Wallonie là nơi sinh sống của 80% tổng số người Bỉ Pháp ngữ, 20% còn lại sống tại Bruxelles, thành phố này là nơi đặt trụ sở nghị viện của Cộng đồng nói tiếng Pháp.
Trong quá khứ, cộng đồng này nói các biến thể của tiếng Wallonie, tiếng Vlaanderen, tiếng Picard, tiếng Luxembourg hay tiếng Đức Franconia Moselle, song hiện nay ngôn ngữ chi phối là tiếng Pháp-Bỉ, ngoại trừ một số khu vực dọc biên giới với Đại công quốc Luxembourg vẫn nói tiếng Luxembourg ở mức rộng rãi.
Cộng đồng người Bỉ nói tiếng Pháp có 4,5 triệu dân, chiếm khoảng 41% tổng dân số Bỉ, trong số đó:
- 3,6 triệu người sống tại vùng Wallonie (hầu như toàn bộ cư dân vùng này, ngoại trừ khoảng 70.000 người sống tại các vùng nói tiếng Đức);
- 900.000[9] sống tại vùng thủ đô Bruxelles (trong số 1,1 triệu cư dân).

Người nói tiếng Pháp sống tại vùng Vlaanderen không được tính trong số liệu chính thức của cộng đồng nói tiếng Pháp, do cộng đồng nói tiếng Pháp không có thẩm quyền tại vùng đó. Không rõ về số lượng của họ, do thiếu vắng tình trạng phân nhóm dân tộc trong khi tiêu chuẩn ngôn ngữ gặp khó khăn trong điều tra dân số. Ước tính số người nói tiếng Pháp tại Vlaanderen dao động từ 120.000, đến khoảng 200.000, hoặc khoảng 300.000.
Cộng đồng người Bỉ nói tiếng Pháp nằm dưới quyền quản lý của Nghị viện Cộng đồng nói tiếng Pháp, cơ cấu này bầu ra nhánh hành pháp là Chính phủ Cộng đồng nói tiếng Pháp. Nghị viện Cộng đồng nói tiếng Pháp (tiếng Pháp: Parlement de la Communauté française hay PCF) là cơ quan lập pháp của cộng đồng và có trụ sở tại Bruxelles. Cơ quan này gồm toàn bộ 75 thành viên của Nghị viện Wallonie (các thành viên nói tiếng Đức được thay thế bằng các thành viên nói tiếng Pháp trong cùng đảng), và 19 thành viên được bầu từ nhóm Pháp ngữ tại Nghị viện Vùng thủ đô Bruxelles. Các thành viên này có nhiệm kỳ 5 năm. Nội các của Cộng đồng người Bỉ nói tiếng Pháp (tiếng Pháp: Gouvernement de la Communauté française) là nhánh hành chính của cộng đồng và cũng có trụ sở tại Bruxelles. Cơ quan này gồm một số bộ trưởng do nghị viện lựa chọn, và đứng đầu là một bộ trưởng-thủ hiến (Ministre- Président).
Năm 2016, 63% cư dân tại Bruxelles và Wallonie nhận rằng họ là tín đồ Cơ Đốc giáo, 15% là người Cơ Đốc hành đạo và 30% là người Cơ Đốc không hành đạo, 23% là tín đồ Tin Lành, 4% là tín đồ Hồi giáo, 2% là tín đồ các tôn giáo khác và 26% là người không tôn giáo.